# Louise Bryant

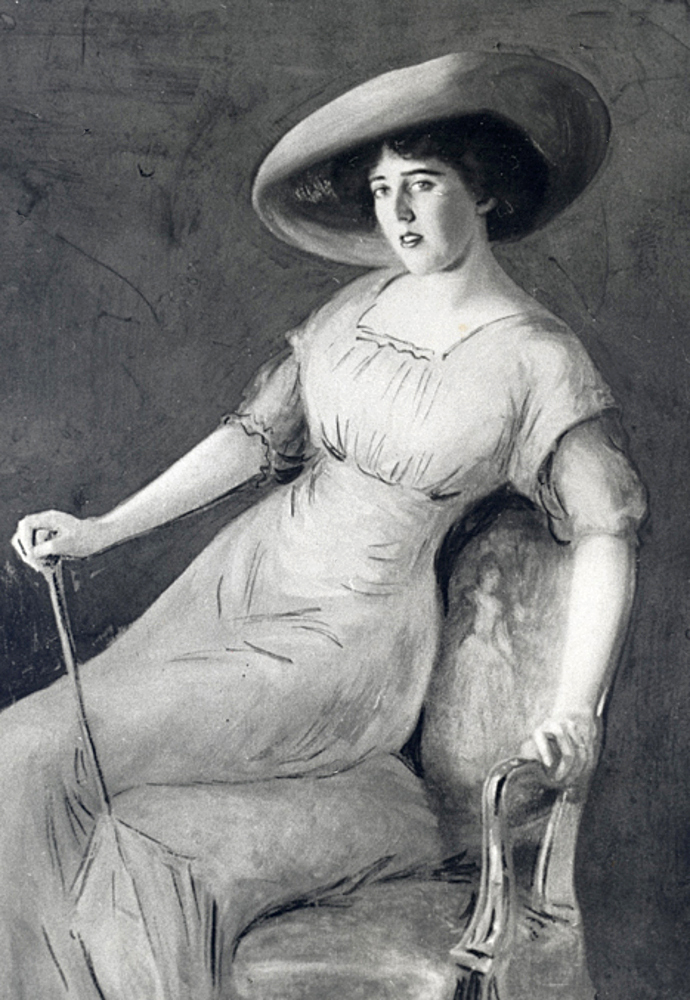
John Trullinger: Porträt von Louise Bryant, Öl auf Leinwand, 1913

Louise Bryant (* 5. Dezember 1885 in San Francisco, Kalifornien; † 6. Januar 1936 in Sèvres) war eine US-amerikanische Journalistin und Autorin, die vor allem durch marxistisch und anarchistisch inspirierte Vorstellungen und Essays über radikale Politik und feministische Fragestellungen bekannt wurde.

## Leben
Als Anna Louisa Mohan wurde Louise Bryant 1885 in San Francisco als Tochter von Hugh Mohan geboren. Als sie drei Jahre alt war, ließen sich ihre Eltern scheiden. In der Folgezeit wurde sie von ihrem Stiefvater Sheridan Bryant erzogen. Sie studierte an der University of Nevada und der University of Oregon, wo sie für ihre starke Freiheitsliebe und ihren rebellischen Charakter bekannt war. 1909 heiratete sie heimlich den Zahnarzt Paul Trullinger, von dem sie sich später scheiden ließ. Zu dieser Zeit plante sie bereits ihre Karriere als Schriftstellerin.
Nach einer langen Liebesbeziehung heiratete Bryant den Journalisten und Schriftsteller John Reed, mit dem sie zusammen 1917 und 1918 Russland bereiste. Während ihres Aufenthaltes dort nahm sie an der Oktoberrevolution teil und schrieb Artikel über die Zeit. Reed starb 1920 in Moskau an Typhus.
Vier Jahre nach Reeds Tod heiratete sie, als Reporterin für die Hearst Newspaper, William C. Bullitt. Sie bekam eine Tochter (Anna). Die Ehe wurde 1930 nach einer Liebesbeziehung von Bryant geschieden. Nach der Trennung nahm Bullitt die Tochter zu sich und verwehrte Bryant den Kontakt zu ihrer Tochter.
Nachdem bei Bryant 1928 die Stoffwechselkrankheit Lipomatosis dolorosa diagnostiziert worden war, gestaltete sich ihr Tod 1936 in Sèvres als Ergebnis eines langwierigen geistigen und körperlichen Verfalls.

## Verfilmung

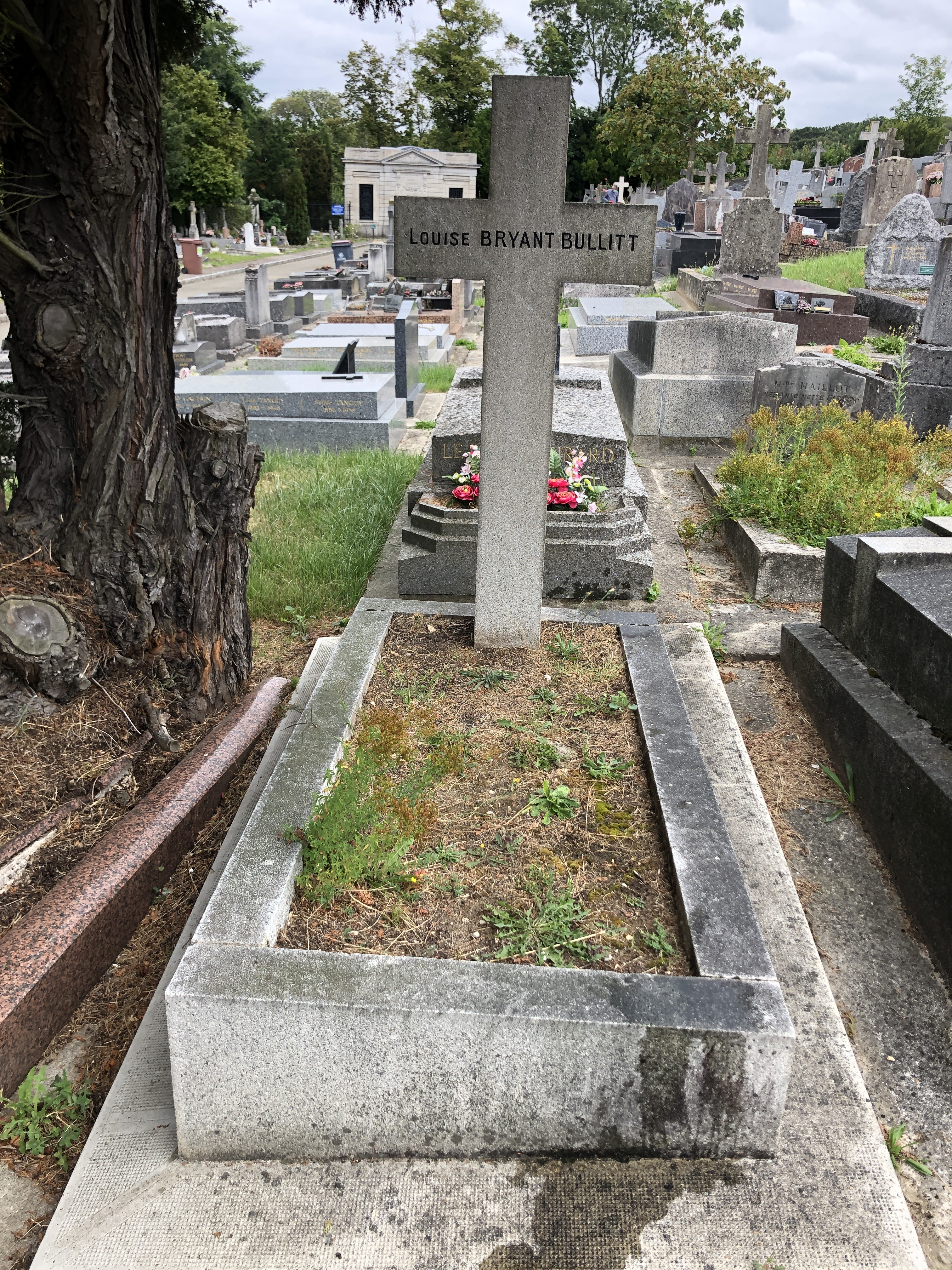
Grab

1981 erschien der Film Reds. Der Film basiert auf der Beziehung zwischen Bryant und Reed. Darin spielt Diane Keaton Louise Bryant, Warren Beatty John Reed und Jack Nicholson Eugene O’Neill.

## Publikationen (Auswahl)
- Six Red Months in Russia. George H. Doran Company, New York 1918 (upenn.edu).
- Mirrors of Moscow. Hyperion Books, 1973.